# Brad Bird
Pour les articles homonymes, voir Bird.
Philip Bradley Bird, dit Brad Bird, est un animateur, réalisateur, scénariste et producteur de cinéma américain, né le 24 septembre 1957 à Kalispell au Montana. 
Il est le scénariste et réalisateur de films d’animation multi-récompensés comme Le Géant de fer, Les Indestructibles 1 et 2 ainsi que Ratatouille. En dehors de l’animation, il s’illustre également dans le cinéma en prises de vues réelles avec les films Mission impossible : Protocole Fantôme (2011) et À la poursuite de demain (2015).

## Biographie

### Débuts et révélation critique (années 1990)
Brad Bird réalise son premier film d'animation, une adaptation du Lièvre et la Tortue, à l'âge de onze ans. Il était inspiré par son voyage aux Walt Disney Studios, quand il a déclaré qu'il voulait être réalisateur. Il le termine lors de ses treize ans. C'est grâce à ce dernier que Milt Kahl, l'un des premiers grands animateurs de la Walt Disney Company, le remarque.
Mais Brad Bird continue ses études en allant à l'université de Corvallis pour ensuite aller à la California Institute of the Arts. C'est là-bas qu'il rencontre le futur cofondateur des studios Pixar, John Lasseter, ainsi que Tim Burton et Henry Selick.
Ses études achevées, il devient animateur aux studios Disney et travaille notamment sur Rox et Rouky. Mais il est licencié en raison de son attitude critique envers la direction. Bird développe alors en indépendant l'adaptation du comics Le Spirit de Will Eisner, avec Gary Kurtz à la production. Malgré un test d'animation prometteur, le projet est avorté faute d'investisseur.
Bird perce dans l'industrie en réalisant l'épisode Chien de salon, pour la série Histoires fantastiques produite par Steven Spielberg. Très populaire, l'épisode donnera la série animée Family Dog, produite par Tim Burton mais sans la participation de Brad Bird. Ce dernier contribue néanmoins à l'écriture du film Miracle sur la 8e rue de Matthew Robbins. À la fin des années 1980, Bird est très affecté par le meurtre de sa sœur, tuée par son mari avec une arme à feu. Une tragédie qui inspirera la thématique anti-violence du Géant de fer.
En 1989, Bird est remarqué par le groupe Klasky Csupo qui l'engage pour le tournage des Simpson. Il y participera alors plusieurs années comme réalisateur ou consultant animateur. Durant ce temps, il participe également à la série télévisée Les Rois du Texas. Bird développe chez Turner pendant plusieurs années le projet Ray Gunn, co-écrit avec Matthew Robbins, racontant l'enquête d'un détective privé dans une ville futuriste. Après le rachat de Turner par Time Warner, Ray Gunn ne convainc pas le studio qui le juge trop risqué et adulte. Warner propose à Brad Bird de réaliser à la place Le Géant de fer, qui sort en 1999. Malgré un accueil critique dithyrambique, le film souffre d'un manque de promotion qui le condamne à un échec commercial cuisant au box-office. En mars 2000, Bird présente l'idée d'un nouveau film à John Lasseter, qui l'invite à rejoindre son studio Pixar.

### Consécration chez Pixar (années 2000)

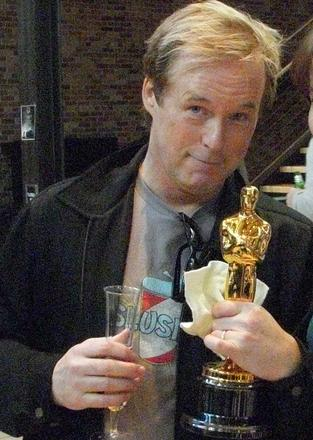
Le scénariste et réalisateur avec l'Oscar pour Ratatouille.

En mai 2000, il signe un contrat pour plusieurs films avec Pixar. Les Indestructibles est le premier film du studio à avoir pour héros des personnages humains, et à avoir une seule personne assurant les tâches de scénariste et réalisateur.
Le film d'animation est un beau succès de la fin d'année 2004, rapportant 633 millions de dollars pour un budget de 92. L'année suivante, le long-métrage est récompensé de l'Oscar du meilleur film d'animation et reçoit une nomination à l'Oscar du meilleur scénario original. Il remporte aussi le BAFTA Awards, décerné par les enfants, du meilleur film.
La même année, Pixar lui confie le projet Ratatouille, remplaçant ainsi Jan Pinkava qui a lancé le projet. Bird s'investit une nouvelle fois dans le scénario et dans la réalisation. Coûtant 150 millions de dollars, le film engrange 620,7 millions lors de son exploitation durant l'été 2007. Le long-métrage décroche de nouveau l'Oscar du meilleur film d'animation, et bien d'autres récompenses.

### Diversification (années 2010)
Il travaille ensuite sur son premier film en prises de vues réelles, pour Disney/Warner. Mais le budget de 200 millions de dollars retarde le feu vert des studios. Finalement, Bird accepte l'offre de J. J. Abrams de réaliser le  4e volet de la saga Mission impossible. Cette fois, le metteur en scène hérite d'un scénario confectionné par André Nemec et Josh Appelbaum. Sorti en fin d'année 2011, Mission impossible : Protocole Fantôme bat son prédécesseur au box-office : récoltant 694 millions de dollars pour un budget de 145 millions, il est même l'opus le plus performant de la franchise produite et portée par la star Tom Cruise dans le rôle de Ethan Hunt.
En mai 2012, Bird signe avec Disney pour co-écrire et mettre en scène un film de science-fiction en prises de vue réelles, À la poursuite de demain. Porté par les stars George Clooney et Hugh Laurie, et la jeune Britt Robertson dans le rôle de la jeune héroïne, le film reçoit des critiques mitigées, et échoue au box-office durant l'été 2015 : il ne rapporte que 200 millions pour un budget estimé à 180, sans les frais marketing.
Dès avril 2015, il travaille sur le script d'une suite à son premier succès, Les Indestructibles. Le film d'animation Les Indestructibles 2 est le vingtième long-métrage des studios Pixar et sort en juin 2018.

### Événements récents (2019-)
Bird a exprimé son intérêt pour le développement d'un film d'animation western ou d'horreur. En 2019, Bird a annoncé qu'il développait un film musical original qui comprendrait la musique du collaborateur fréquent Michael Giacchino et qui y contiendrait environ 20 minutes d'animation. En 2022, il a été annoncé que Bird avait signé un accord avec Skydance l'année précédente pour relancer son projet de longue date Ray Gunn et a réuni ses collaborateurs fréquents Michael Giacchino, Teddy Newton, Tony Fucile, Darren T. Holmes et Jeffrey Lynch pour le film.

## Vie privée
Bird est marié à la monteuse Elizabeth Canney depuis 1988, avec laquelle il a eu trois enfants, qu'il fera engager dans plusieurs longs métrages : Michaël a fait la voix de Tony Rydinger dans Les Indestructibles, et Nicholas celle de Squirt dans Le Monde de Nemo.

## Filmographie

### Réalisateur

#### Télévision
- 1987 : Histoires fantastiques (Amazing Stories) (série télévisée) - Saison 2, épisode 16
- 1990 : Les Simpson (The Simpsons) (série télévisée) - Saison 1, épisode 12
- 1991 : Les Simpson (The Simpsons) (série télévisée) - Saison 3, épisode 6 (coréalisé avec Jeffrey Lynch)
- 1993 : Family Dog (série télévisée) (également créateur)

#### Cinéma
- 1999 : Le Géant de fer (The Iron Giant)
- 2004 : Les Indestructibles (The Incredibles)
- 2004 : Baby-Sitting Jack-Jack (Jack-Jack Attack) (court-métrage)
- 2007 : Ratatouille (coréalisé avec Jan Pinkava)
- 2011 : Mission impossible : Protocole Fantôme (Mission : Impossible - Ghost Protocol)
- 2015 : À la poursuite de demain (Tomorrowland)
- 2018 : Les Indestructibles 2 (The Incredibles 2)
- A venir : Ray Gunn

### Scénariste
- 1985 : Histoires fantastiques (Amazing Stories) (série télévisée) - Saison 1, épisode 2
- 1987 : Histoires fantastiques (Amazing Stories) (série télévisée) - Saison 2, épisode 16
- 1987 : Miracle sur la 8e rue (Batteries not included) de Matthew Robbins
- 1999 : Le Géant de fer (The Iron Giant) avec Brent Forrester, Tim McCanlies (en) et Karey Kirkpatrick
- 2004 : Les Indestructibles (The Incredibles)
- 2004 : Baby-Sitting Jack-Jack (Jack-Jack Attack) (court-métrage) (coécrit avec Teddy Newton, Rob Gibbs et Mark Andrews)
- 2007 : Ratatouille (histoire) (coécrit avec Jan Pinkava et Jim Capobianco)
- 2015 : À la poursuite de demain (Tomorrowland)
- 2018 : Les Indestructibles 2 (The Incredibles 2)
- 2027 : Les Indestructibles 3 (The Incredibles 3)[7]

### Producteur
- 1987 : Histoires fantastiques (Amazing Stories) (série télévisée) - Saison 2, épisode 16
- 2005 : Vowellet: An Essay by Sarah Vowell (court-métrage documentaire) de Rick Butler et Osnat Shurer
- 2006 : L'Homme-orchestre (One Man Band) (court-métrage) de Mark Andrews et Andrew Jimenez
- 2007 : Notre ami le rat (Your Friend the Rat) (court-métrage) de Jim Capobianco
- 2015 : À la poursuite de demain (Tomorrowland)
- 2027 : Les Indestructibles 3 (The Incredibles 3)[7]

### Acteur
- 1979 : Doctor of Doom (court-métrage) de Tim Burton : Don Carlo, Bystander (voix)
- 1985 : Histoires fantastiques (Amazing Stories) (série télévisée) - Saison 1, épisode 2 : un scientifique
- 1987 : Histoires fantastiques (Amazing Stories) (série télévisée) - Saison 2, épisode 16 (voix)
- 2004 : Les Indestructibles (The Incredibles) : Edna « E » Mode (voix)
- 2004 : Les Indestructibles (The Incredibles) (jeu vidéo) : Edna « E » Mode (voix)
- 2007 : Ratatouille : Ambrister Minion (voix)
- 2018 : Les Indestructibles 2  (The Incredibles 2) : Edna « E » Mode (voix)

### Box-office
| Film                                   | Année | Budget        | Recettes mondiales |
| -------------------------------------- | ----- | ------------- | ------------------ |
| Le Géant de fer                        | 2000  | 70 000 000 $  | 31 300 000 $       |
| Les Indestructibles                    | 2004  | 92 000 000 $  | 631 607 053 $      |
| Ratatouille                            | 2007  | 150 000 000 $ | 623 726 085 $      |
| Mission impossible : Protocole Fantôme | 2011  | 145 000 000 $ | 694 713 380 $      |
| À la poursuite de demain               | 2015  | 190 000 000 $ | 209 154 322 $      |
| Les Indestructibles 2                  | 2018  | 200 000 000 $ | 1 243 089 244 $    |
| Total                                  |       | 847 000 000 $ | 3 433 590 084 $    |

## Distinctions

### Récompenses
- 1999 : Los Angeles Film Critics Association Award du meilleur film d'animation pour Le Géant de fer[8]
- 2000 : BAFTA, décerné par les enfants, du meilleur film pour Le Géant de fer
- 2000 : National Cartoonists Society Award
- 2004 : Los Angeles Film Critics Association Award du meilleur film d'animation pour Les Indestructibles
- 2005 : Oscar du meilleur film d'animation pour Les Indestructibles
- 2005 : BAFTA, décerné par les enfants, du meilleur film pour Les Indestructibles
- 2005 : Annie Awards de meilleur réalisateur et scénariste de film d'animation pour Les Indestructibles
- 2007 : Boston Society of Film Critics Award du meilleur scénario pour Ratatouille
- 2007 : Los Angeles Film Critics Association Award du meilleur film d'animation pour Ratatouille
- 2008 : BAFTA Award du meilleur film d'animation pour Ratatouille
- 2008 : Oscar du meilleur film d'animation pour Ratatouille
- 2008 : Saturn Award du meilleur scénario pour Ratatouille, décerné par l'Académie des films de science-fiction, fantastique et horreur
- 2008 : Annie Awards de meilleur réalisateur et scénariste de film d'animation pour Ratatouille

### Nominations
- 2000 : Chlotrudis Award du meilleur scénario original pour Le Géant de fer
- 2005 : Oscar du meilleur scénario original pour Les Indestructibles
- 2005 : Saturn Award du meilleur scénario pour Les Indestructibles
- 2007 : Chicago Film Critics Association Award du meilleur scénario original pour Ratatouille
- 2008 : Oscar du meilleur scénario original pour Ratatouille